# Тера Бонд
Тера Бонд (на английски: Tera Bond) е унгарската порнографска актриса.

## Биография
Родена е на 20 август 1978 година в Будапеща, Унгария.

## Кариера
Дебютира в порнографската индустрия през 2002 г., когато е на 24-годишна възраст.

## Награди и номинации
Носителка на награди
- 2011: Унгарски порнооскар за най-добра порноактриса.[3]
- 2011: Унгарски порнооскар за цялостно творчество.[4]

Номинации
- 2008: Номинация за AVN награда за най-добра секс сцена в чуждестранна продукция – „Флаш“ (с Марио Роси).[5]

Други признания и отличия
- 2006: Списание Cheri: курва на месец август.[6]